# C9H6O5
化学式C9H6O5（摩尔质量：208.17 g/mol）可以指以下化合物：

## 香豆素衍生物
- 三羟基香豆素
  - 3,4,5-三羟基香豆素，PubChem CID：54712514
  - 5,6,7-三羟基香豆素，PubChem CID：91665193
  - 6,7,8-三羟基香豆素，CAS号：114371-80-1

## 其它
- 酞酮酸，CAS号：528-46-1

|  | 这个同类索引页列出了具有相同分子式的化学物（即同分異構體）条目。 除非您是有意链接至本页，否则应将相应条目的内部链接指向正确的条目。 |